# Musée de la Colombophilie de Bouvignies
Le musée de la Colombophilie est située à Bouvignies (Nord).

## Historique
- Faute de guide le musée a perdu peu à peu ses visiteurs. L'association Bouvignies d'Hier et d'Aujourd'hui prévoit une réouverture au public en avril 2011[1].

Le musée est ouvert le premier samedi du mois 	(avril a octobre) et sur rendez-vous: de 14h a 18h. Renseignements sur www.bouvignies.net.

## Collections
- au rez-de-chaussée réservé expositions temporaires
- le premier étage est consacré à la vie passée du village, archéologie, Moyen Âge, château
- dernier étage présente le matériel nécessaire à la colombophilie